# Responsabilité civile
La responsabilité civile (parfois abrégée en RC) est l'obligation faite à une personne de réparer le préjudice causé à autrui. C'est aussi, dans les traditions de droit romano-germaniques, le domaine du droit portant sur cette matière.

## Description
Il existe trois éléments classiques de la responsabilité civile :
- 1) la faute
- 2) le préjudice (ou dommage)
- 3) le lien de causalité

Dans les législations de certains territoires, le législateur ajoute un quatrième élément : être doué de raison.
La responsabilité civile se divise généralement en deux grands domaines : la responsabilité contractuelle et la responsabilité extracontractuelle (appelée aussi responsabilité délictuelle ou aquilienne). Dans plusieurs pays, la responsabilité civile est régie par un ensemble d'articles du code civil,,.
La responsabilité civile se distingue de la responsabilité pénale. Dans le premier cas, l'objectif est d'indemniser un dommage, tandis que dans le second, il s'agit de répondre face à l'État de la violation d'une loi pénale (menant généralement à une amende ou à l'emprisonnement). Si l'infraction pénale entraîne la responsabilité individuelle sans même qu'il y ait dommage, ce dernier est en revanche une condition nécessaire à la responsabilité civile. Le dommage résultant de la violation d'une loi pénale, par exemple un vol, peut aussi être actionné devant les tribunaux civils afin d'obtenir réparation.
La responsabilité civile n'est pas un concept présent dans les traditions juridiques de common law. À la place, ces traditions ont différentes branches du droit qui jouent un rôle similaire : la responsabilité délictuelle, le droit des contrats, etc.